# Eleições no Território Federal de Roraima em 1978
As eleições no território federal de Roraima em 1978 ocorreram em 15 de novembro como parte das eleições gerais em 22 estados e nos territórios federais do Amapá e Rondônia. No presente caso, o Pacote de Abril determinou que dois deputados federais seriam eleitos para representar cada um dos territórios federais então existentes.

## Resultado da eleição para deputado federal
Conforme o Tribunal Superior Eleitoral, foram apurados 18.065 votos nominais (94,93%), 349 votos de legenda (1,83%), 191 votos em branco (1,00%) e 425 votos nulos (2,23%), resultando no comparecimento de 19.030 eleitores. Somando este número (69,42%) às 8.384 abstenções (30,58%), chegaremos a 27.414 eleitores inscritos.

### Chapa da ARENA
| Candidatos a deputado federal em 1978 | Partido | Votação | Percentual | Cidade onde nasceu | Unidade federativa | Observações |
| Hélio Campos                          | ARENA   | 8.200   | 44,07%     | Rio de Janeiro     | Rio de Janeiro     | [ 6 ]       |
| Júlio Martins                         | ARENA   | 4.388   | 23,58%     | Boa Vista          | Roraima            | [ 7 ]       |
| Luiz Hitler Brito de Lucena           | ARENA   | 2.130   | 11,45%     |                    |                    |             |
| Fontes:                               |         |         |            |                    |                    |             |

### Chapa do MDB
| Candidatos a deputado federal em 1978 | Partido | Votação | Percentual | Cidade onde nasceu | Unidade federativa | Observações |
| Sílvio Leite                          | MDB     | 3.347   | 17,99%     | Borba              | Amazonas           |             |
| Fontes:                               |         |         |            |                    |                    |             |